# Asorey
Asorey (oficialmente Santa María de Asorei) es una parroquia española del municipio de Villa de Cruces, perteneciente a la provincia de Pontevedra, en la comunidad autónoma de Galicia.

## Historia
En 1786 desapareció la parroquia y los vecinos pasaron a depender de la de Oirós. Hacia mediados del siglo XIX, el lugar tenía contabilizada una población de 59 habitantes. Aparece descrito en el tercer volumen del Diccionario geográfico-estadístico-histórico de España y sus posesiones de Ultramar de Pascual Madoz con las siguientes palabras:

ASOREY (Sta. Maria de): l. en la prov. de Pontevedra (10 leg.), dióc. de Lugo (11), part. jud. de Lalin (2), y ayunt. de Carbia (1/2): sit. á la falda oriental del Carrio: clima templado y sano: desde 1786 dejó de ser felig., y sus vec. reciben el pasto espiritual de la de Sta. Maria de Oiros, con quien confina por NO., y por e. NO. con la de Toiriz. El terreno es de muy mediana calidad: aunque abundante de aguas; los caminos locales y malos: el correo se recibe por la cap. de part.: prod.: centeno, mijo, patatas, algun lino y hortalizas; y cria ganado de todas clases, pero en corto número: pobl.: 10 vec., 59 alm.: contr.: con su ayuntamiento (V.). Redúcese á esta pobl. la ant Asseconia, que figura como mansion en el camino militar de la España romana, demarcado opr el Itinerario de Antonino, desde Braga á Astorga: su nombre se escribe con variedad, como el de otras muchas pobl.: Asseconia, Asseconza, Asseromia, Asegonia, y Assegonium.
(Madoz, 1846, p. 43)

Se restauró más tarde la parroquia. En 2023, la entidad colectiva de población tenía empadronados 34 habitantes.